# UFC 167
UFC 167: St-Pierre vs. Hendricks（ユーエフシー・ワンシックスティセブン：サンピエール・バーサス・ヘンドリックス）は、アメリカ合衆国の総合格闘技団体「UFC」の大会の一つ。2013年11月16日、ネバダ州ラスベガスのMGMグランド・ガーデン・アリーナで開催された。

## 大会概要
UFC20周年記念大会となった本大会ではジョルジュ・サンピエールとジョニー・ヘンドリックスによるUFC世界ウェルター級タイトルマッチが組まれた。
キャリア9戦全勝のRFAフライ級王者セルジオ・ペティスがUFCデビュー。

### カード変更
負傷などによるカードの変更は以下の通り。
- ロバート・ドリスデール → ジャン・ヴィランテ（第1試合）

- ヴァウアン・リー → ウィル・カンプザーノ（第2試合）

- ハファエル・ナタル → ターレス・レイチ（第6試合）

- フランク・ミア vs. アリスター・オーフレイム → UFC 169に移動

## 試合結果

### アーリープレリム
第1試合 ライトヘビー級ワンマッチ 5分3R
○  ジャン・ヴィランテ vs.  コーディ・ドノヴァン ×
2R 1:22 TKO（右フック→パウンド）
第2試合 バンタム級ワンマッチ 5分3R
○  セルジオ・ペティス vs.  ウィル・カンプザーノ ×
3R終了 判定3-0（30-27、30-27、29-28）
第3試合 ウェルター級ワンマッチ 5分3R
○  ジェイソン・ハイ vs.  アンソニー・ラプスリー ×
3R終了 判定3-0（29-28、29-28、29-28）

### プレリミナリーカード
第4試合 バンタム級ワンマッチ 5分3R
○  エリック・ペレス vs.  エドウィン・フィゲロア ×
3R終了 判定3-0（30-27、30-27、30-27）
第5試合 ウェルター級ワンマッチ 5分3R
○  リック・ストーリー vs.  ブライアン・エバーソール ×
3R終了 判定3-0（30-27、30-27、30-27）
第6試合 ミドル級ワンマッチ 5分3R
○  ターレス・レイチ vs.  エド・ハーマン ×
3R終了 判定3-0（30-27、30-27、30-27）
第7試合 ライト級ワンマッチ 5分3R
○  ドナルド・セラーニ vs.  エヴァン・ダナム ×
2R 3:49 三角絞め

### メインカード
第8試合 フライ級ワンマッチ 5分3R
○  アリ・バガウティノフ vs.  ティム・エリオット ×
3R終了 判定3-0（29-28、29-28、30-27）
第9試合 ウェルター級ワンマッチ 5分3R
○  タイロン・ウッドリー vs.  ジョシュ・コスチェック ×
1R 4:38 KO（スタンドパンチ連打）
第10試合 ウェルター級ワンマッチ 5分3R
○  ロビー・ローラー vs.  ローリー・マクドナルド ×
3R終了 判定2-1（29-28、28-29、29-28）
第11試合 ライトヘビー級ワンマッチ 5分3R
○  ラシャド・エヴァンス vs.  チェール・ソネン ×
1R 4:05 TKO（パウンド）
第12試合 UFC世界ウェルター級タイトルマッチ 5分5R
○  ジョルジュ・サンピエール vs.  ジョニー・ヘンドリックス ×
5R終了 判定2-1（47-48、48-47、48-47）
※サンピエールが9度目の防衛に成功。

### 各賞
ファイト・オブ・ザ・ナイト： ジョルジュ・サンピエール vs. ジョニー・ヘンドリックス
ノックアウト・オブ・ザ・ナイト： タイロン・ウッドリー
サブミッション・オブ・ザ・ナイト： ドナルド・セラーニ
各選手にはボーナスとして5万ドルが支給された。